# Sarymsaqty (Fluss)
Der Sarymsaqty (kasachisch Сарымсақты өзені) ist ein linker Nebenfluss der Buchtarma im Audan Katonqaraghai in Ostkasachstan.
Der Sarymsaqty entspringt im gleichnamigen Gebirgszug Sarymsaqty im südwestlichen Altai. Er fließt durch ein Gebirgstal in nördlicher Richtung und erreicht den an der Nordflanke des Sarymsaqty-Gebirges gelegenen Ort Katonqaraghai, welchen er in westlicher Richtung durchfließt. Später wendet er sich allmählich nach Nordwesten und mündet in die nach Westen strömende Buchtarma. Der Sarymsaqty entwässert den mittleren Abschnitt des Gebirgszugs nach Norden hin. Sein Einzugsgebiet umfasst 630 km². Seine Länge liegt bei ungefähr 50 km. Der mittlere Abfluss nahe der Mündung beträgt 6,81 m³/s. Während der Schneeschmelze in den Monaten Juni (12,89 m³/s) und Juli (11,14 m³/s) erreicht er seine höchsten Abflüsse.